# Messerschmitt Me 509
El Messerschmitt Me 509 fue un proyecto de avión de caza llevado a cabo en Alemania durante la Segunda Guerra Mundial basado en el Me 309 pero con el motor ubicado detrás de la cabina del piloto como el estadounidense P-39 Airacobra. El motor sería un Daimler-Benz DB 605B con una hélice tripala y el armamento del avión consistiría en dos ametralladoras MG 131 de 13 mm y dos cañones automáticos MG 151/20 de  20 mm. Mantenía el tren de aterrizaje triciclo del Me 309, que funcionaría mejor en el 509 debido al menor peso sobre la rueda delantera —la rueda frontal del Me 309 se había roto durante las pruebas. La visibilidad del 509 también era mejor por tener un morro más pequeño. El proyecto fue cancelado junto al Me 309, pero los japoneses construyeron un avión de diseño similar, el Yokosuka R2Y Keiun, que sufría sobrecalentamiento en el motor.

## Especificaciones (según fue diseñado)

### Características generales
- Tripulación: 1 piloto
- Longitud: 9,94 m
- Envergadura: 11,27 m
- Altura: 3,98 m
- Planta motriz: 1× motor V12 invertido Daimler-Benz DB 605B.
  - Potencia: 1085 kW (1455 HP; 1475 CV)
- Hélices: 1× tripala por motor.

### Rendimiento
- Velocidad máxima operativa (Vno): 760 km/h (472 MPH; 410 kt)

### Armamento
- Ametralladoras: 2× MG 131 de 13 mm

- Cañones: 2× MG 151/20 de 20 mm

### Desarrollos relacionados
- Bf 109
- Me 209
- Me 209-II
- Me 309
- Me 409
- Me 609

### Aeronaves similares
- Bell P-39 Airacobra
- Bell P-63 Kingcobra
- Yokosuka R2Y

- Datos: Q1924252
- Multimedia: Messerschmitt Me 509 / Q1924252